# Khentkaus I
Khentkaus I (conosciuta anche come Khentkawes; fl. XXVI secolo a.C.) fu una figura reale femminile dell'antico Egitto che visse durante la IV e la V dinastia.
Si ritiene che potesse essere figlia del re Micerino (Menkaure), moglie sia del re Shepseskaf sia del re Userkaf (il fondatore della quinta dinastia) e madre del re Sahura. Alcuni studiosi suggeriscono che avesse il ruolo di reggente per uno dei suoi figli, mentre altri sostengono che potrebbe aver regnato come sovrana dell'Alto e del Basso Egitto, come indicato da alcuni elementi della sua sepoltura. La sua mastaba, tomba LG100, si trova a Giza, molto vicino al complesso piramidale di Micerino, il che potrebbe indicare una relazione familiare. Anche se non è chiaro quale fosse questa relazione, la prossimità della mastaba di Khentkaus al complesso piramidale del re Menkaure ha portato alcuni studiosi a ipotizzare che potesse essere sua figlia.

## Biografia
Il maestoso complesso funebre di Khentkaus suscita ineludibili dubbi in ordine alla sua sovranità reale. La titolatura della regina presenta, infatti, taluni enigmi che si prestano a dissimili interpretazioni. Invero, sembrerebbe che essa abbia rivestito l'alto incarico di reggente, pur potendo vantare anche la prestigiosa dignità di sovrano. Una porta di granito, che conduce al suo sepolcro, riporta la blasonatura di Khentkaus I, la quale contempla una serie di titoli, i quali ammettono almeno quattro differenti soluzioni interpretative: primo, madre di due sovrani dell'Alto e del Basso Egitto; secondo, madre del sovrano dell'Alto e del Basso Egitto; terzo, madre di due sovrani dell'Alto e del Basso Egitto e sovrano dell'Alto e del Basso Egitto; quarto, sovrano dell'Alto e del Basso Egitto e madre di due sovrani dell'Alto e del Basso Egitto, così come afferma un erudito studioso. Inoltre, l'immagine scolpita su tale porta la raffigura con tutti gli insegna regali, tra cui la falsa barba reale. Questa peculiare iconografia e la titolatura a essa associata hanno indotto alcuni eminenti egiptologi ad avanzare l'ipotesi che Khentkaus I abbia detenuto la regalità dal tardo periodo della IV dinastia.
L'ipotesi secondo cui Khentkaus fosse figlia di Micerino gode di ampia considerazione e viene supportata da numerose prove. Si presume che Khentkaus abbia contratto matrimonio con il re Userkaf, dal quale avrebbe avuto i figli Sahure e Neferirkare Kakai. Tuttavia, secondo le indagini condotte dall'egittologo Miroslav Verner, è più verosimile che Sahure fosse figlio di Userkaf e della sua consorte Neferhetepes. Verner ha altresì avanzato l'ipotesi che Khentkaus fosse la madre e reggente del figlio Thamphthis, nonché la madre di Neferirkare Kakai.
La lista dei re di Manetho nomina Menkaure e Thampthis che regnarono durante il corso della quarta dinastia, a cui è legato anche Khentkaus   Le informazioni sul suo matrimonio con Userkaf e dell'essere stata la madre di Sahure, la avvicinano anche alla quinta dinastia .

## Titoli
- Madre del re ( mwt-niswt )
- Madre di due re doppi ( mwt-nswy-bitwy ) o re doppio e madre di un re doppio ( nsw-bity mwt-nsw-bity ) (Dodson e Hilton) [2][4]
- Re dell'Alto e del Basso Egitto (Junker)

## Teorie su Khentkaus I
La figura di Khentkaus ha suscitato un vivo interesse tra gli egittologi, che hanno cercato di chiarirne il ruolo all'interno della IV dinastia egizia. Selim Hassan, negli anni trenta, ipotizzò che Khentkaus fosse figlia di Menkaure e sposata in prime nozze con Shepseskaf, per poi convolare a nozze con Userkaf. Tuttavia, il titolo mwt nswt bity nswt bity, attribuitole su una porta di granito che conduce alla sua tomba, ha alimentato molte interpretazioni. Ventikiev, ad esempio, suggerì che dovesse essere letto come "la madre dei due re dell'Alto e del Basso Egitto". Hermann Junker, invece, pensava che il titolo dovesse essere letto come "il re dell'Alto e del Basso Egitto e la madre del re dell'Alto e del Basso Egitto", indicando che Khentkaus avesse effettivamente regnato. Inoltre, la presenza di una città piramidale all'interno del suo complesso funerario suggerisce che Khentkaus fosse una persona di grande importanza. Secondo Ludwig Borchardt, Shepseskaf sarebbe stato un cittadino comune che avrebbe sposato la figlia del re, Khentkaus, e Sahure e Neferirkare Kakai sarebbero stati figli della coppia. Borchardt ipotizzò, inoltre, che Userkaf fosse un estraneo al trono, in grado di salire al potere perché i suoi predecessori erano troppo giovani per regnare. In ogni caso, l'identità di Khentkaus e il suo ruolo all'interno della dinastia rimangono ancora oggetto di studio e discussione tra gli studiosi.
Il "Problema Khentkaus" è un enigma storico che ha attirato l'attenzione degli egittologi fin dagli anni trenta. Numerose teorie sono state avanzate al riguardo, ciascuna basata su diverse interpretazioni delle fonti storiche e archeologiche disponibili.
Uno dei primi studiosi a proporre una teoria su Khentkaus fu Selim Hassan, il quale suggerì che questa figura fosse la figlia di Menkaure e la moglie sia di Shepseskaf che di Userkaf. Tuttavia, Hermann Junker avanzò una tesi alternativa, sostenendo che Khentkaus fosse stata una persona molto importante che avrebbe potuto anche regnare come sovrana. Junker riteneva che il suo titolo "mwt nswt bity nswt bity" dovesse essere letto come "il re dell'Alto e del Basso Egitto e la madre del re dell'Alto e del Basso Egitto". In base a tale interpretazione, Khentkaus sarebbe stata la figlia di Menkaure e la sorella di Shepseskaf.
Ludwig Borchardt, invece, sosteneva che Shepseskaf fosse un cittadino comune che sposò la figlia del re, Khentkaus. Secondo questa teoria, Sahure e Neferirkare Kakai sarebbero stati figli di Shepseskaf e Khentkaus. Borchardt avanzò anche l'ipotesi che Userkaf salì al trono solo dopo la morte di Shepseskaf, perché Sahure e Neferirkare erano troppo giovani per governare.
Hartwig Altenmüller, invece, ha suggerito che Khentkaus fosse la stessa signora Rededjet menzionata nel Westcar Papyrus, e che fosse la madre di Userkaf, Sahure e Neferirkare Kakai.
Arielle Kozloff ha avanzato una teoria ancora diversa, sostenendo che Shepseskaf fosse il figlio di Menkaure con una moglie minorenne che salì al trono dopo la morte del figlio del re, Khuenre. Kozloff ha anche ipotizzato che Shepseskaf abbia sposato la figlia di Menkaure, Khentkaus, e che alla sua morte prematura, Khentkaus abbia sposato il Sommo Sacerdote di Re per assicurare il trono ai suoi due figli.
Infine, Vivienne Callender ha affermato che poiché il nome di Khentkaus non appare in un cartiglio, non è possibile stabilire con certezza che abbia mai governato l'Egitto. Callender preferì leggere il suo titolo come "Madre dei due re dell'Alto e del Basso Egitto", e suggerì che Khentkaus dovesse essere la figlia di Menkaure e la moglie di Shepseskaf o Thampthis. Userkaf e Neferirkare sarebbero stati i suoi figli a cui si fa riferimento nel titolo.

## Tomba
La regale Khentkaus fu inumata nell'antica necropoli di Giza, precisamente nella tomba denominata LG 100 e G 8400, ubicata nel Campo Centrale. Il suo complesso piramidale comprende la propria piramide funeraria, un pozzo per le imbarcazioni, un tempio di valle e una cittadella piramidale.

### Il complesso piramidale di Khentkaus I

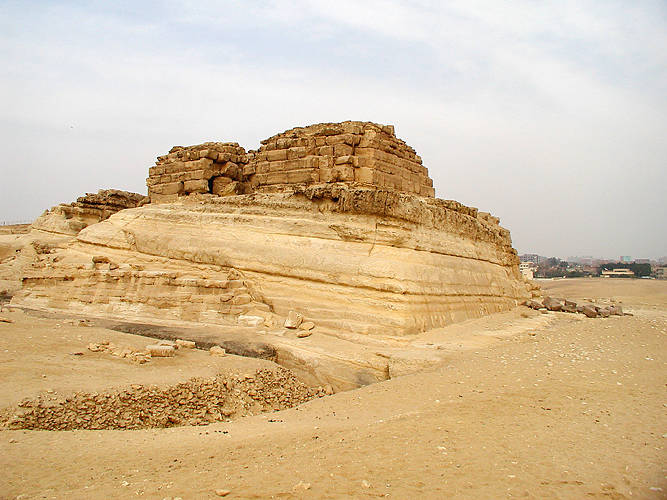
Tomba di Khentkaus I a Giza

Il sublime complesso piramidale di Khentkaus, sito nell'antico Egitto, rappresenta un'opera maestosa dell'architettura funeraria faraonica, dotata di imponenti e spettacolari strutture funerarie e di una raffinata eleganza artistica.
La maestosità del complesso è testimoniata dalla sua torreggiante piramide, la quale, seppur inizialmente considerata incompiuta e attribuita al sovrano Shepseskaf, è stata sapientemente scavata dal celebre archeologo Selim Hassan a partire dal 1932, rivelando al mondo intero la sua incomparabile bellezza.
La piramide, eretta con notevole impegno e dedicazione, si presenta coronata da una pregiata cappella, costituita da una sala principale e una cappella interna, e arricchita da un'iconica barca solare, la quale sembra rappresentare la nave notturna del divino dio del sole Ra, con la sua prua e poppa sollevate e il suo maestoso tetto.
Accanto a queste spettacolari strutture, la città piramidale, situata ad est della piramide stessa, si estende lungo strade armoniosamente tracciate e suddivisa in agglomerati di eleganti case, dotate di magazzini e granai, e realizzate con mattoni di fango crudo, ricoperte da un sontuoso intonaco giallo, che conferisce loro una squisita raffinatezza.
La tomba, numerata con l'epiteto LG 100 da Lepsius, custodisce al suo interno una camera funeraria, dalla straordinaria eleganza e grandiosità, rivestita in pregiato granito rosso e probabilmente destinata a ospitare un pregevole sarcofago in alabastro, oltre ad altri tesori funerari, quali frammenti di rilievi e un piccolo scarabeo di calcare marrone, che ne attestano la sublime bellezza e l'immenso valore storico.

### Il tempio della valle di Khentkaus I
Eccoci di fronte ad un'opera architettonica di straordinaria importanza e dal fascino senza pari. Parliamo della strada rialzata che conduce la nobile cappella della piramide al celebre tempio della valle di Khentkaus. Quest'ultimo si erge fiero accanto al noto tempio della valle di Menkaure, dando vita ad una stretta relazione tra le due opere architettoniche, che suscita grande curiosità e stupore.
In prossimità del tempio della valle di Khentkaus, è stata scoperta una piccola struttura di estrema raffinatezza, denominata "tenda del lavaggio" di Khentkaus, dove il suo corpo veniva purificato prima di essere imbalsamato. All'interno della suddetta camera, i detriti rinvenuti contenevano numerosi frammenti di vasi di pregevole fattura, cocci e strumenti di selce, che testimoniano la grandezza e l'importanza di questa costruzione.
Il pavimento, inoltre, presenta un'apertura che conduce ad uno scolo calcareo, il quale si estende sotterraneo per una distanza considerevole di 7–20 m e sfocia in una grande vasca rettangolare. L'imponente scarico, che è coperto da sezioni ad arco dello stesso materiale, costituisce un tubo di pietra quasi circolare, il più antico di questo particolare tipo e costruzione, come sostenuto dal famoso studioso Hassan.
Per quanto riguarda i templi della valle di Khentkaus e Menkaure, essi sono stati eretti parzialmente con mattoni di fango e rifiniti con calcare bianco e alabastro, materiali di incomparabile pregio. L'ingresso principale, inoltre, è posto sul lato nord, contravvenendo alla situazione più comune che prevede l'accesso principale sul lato est.
Attraversando l'ingresso principale del tempio della valle, ci si imbatte in una larga strada rialzata lastricata di mattoni, che conduce dalla valle verso ovest. Il portale, inoltre, è adornato da un portico sorretto da due colonne. Subito dopo, ci si trova davanti ad un vestibolo, il cui tetto è sostenuto da quattro colonne. Qui, un tempo, trovavano posto una statua del re Khafre (padre di Menkaure), i resti di una statua di un re (forse Khafra) e il corpo di una statua della sfinge, oggetti di inestimabile valore artistico e culturale.
Dopo il vestibolo, ci si affaccia su un incantevole cortile, il quale conduce alle riviste. Non c'è dubbio che la grandiosità e la magnificenza di quest'opera architettonica lascino il visitatore a bocca aperta, rapito dalla bellezza e dall'eleganza dei dettagli.